# Бата Недич
Бата Недич (Светислав Богославович) — украинский кинорежиссёр и кинопродюсер сербского происхождения.

## Биография
Родился в 1962 году в Белграде. В 1982 году после службы в югославской армии приехал учиться в Москву во Всесоюзном государственном институте кинематографии (ВГИК). В 1987 году закончил учёбу на режиссёрском факультете ВГИКа (мастерская А. М. Згуриди). С 1994 г. постоянно живёт в Киеве. Режиссёр-постановщик, креативный продюсер.
В 1991—1994 годах — продюсер сербского телеканала «3канал», в 1996—2002 годах — украинского телеканала «Интер», в 2002—2004 годах — «Национальной телекомпании Украины», а также советник её президента.

## Фильмография
- 1989: «Поезда без улыбок», худ. фильм — режиссёр-постановщик, автор сценария и музыкальной темы.
- 1998—2002: Клуб «Золотой Гусь», юмористическая телепередача — автор идеи, продюсер, режиссёр.
- 2003: «Яйцо пингвина», худ. фильм (комедия) — автор, режиссёр-постановщик.
- 2004—2005: «Исцеление любовью», телесериал, 185 серий — режиссёр-постановщик.
- 2005—2006: «Волчица», телесериал, 233 серии — режиссёр-постановщик.
- 2006—2007: «Ангел-хранитель», телесериал, 255 серий — режиссёр-постановщик.
- 2008: «Окна», худ. фильм — режиссёр-постановщик.
- 2008: «Случайная запись», худ. фильм — режиссёр-постановщик.
- 2010: «108 минут», 4 серии, худ. фильм — исполнительный продюсер и режиссёр-постановщик. Продюсер Давид Кеосаян.
- 2010—2011: «Маршрут милосердия», телесериал, 120 серий — режиссёр-постановщик.
- 2011: «Ефросинья», телесериал, новый сезон, 60 серий — режиссёр-постановщик.
- 2011: «Танец нашей любви», сериал, 24 серии — исполнительный продюсер сериала. Режиссёр — Сайдо Курбанов.
- 2012—2013: «Тайны института благородных девиц», сериал, 260 серий — режиссёр-постановщик.
- 2013—2014: «Пока станица спит», сериал, 270 серий — режиссёр-постановщик.
- 2014: «Ведьма», сериал, 10 серий — режиссёр-постановщик.
- 2015: «Хозяйка», сериал, 24 серии — режиссёр-постановщик.
- 2016: «Век Якова[укр.]», худ. фильм, 4 серии — режиссёр-постановщик.
- 2016: «Гроза над Тихоречьем», худ. фильм, 4 серии — режиссёр-постановщик.
- 2016: «Село на миллион[укр.]», сериал, 12 серий — режиссёр-постановщик.
- 2017—2018: «Село на миллион», 2 сезон, сериал, 12 серий — режиссёр-постановщик.
- 2018: «Прислуга[укр.]», сериал, 12 серий — режиссёр-постановщик.[3]
- 2019: «Иванова 45», сериал, 6 серий — режиссёр-постановщик
- 2019—2020: «Инший Франко», худ. фильм, креативный продюсер

## Театральная работа
В 2012 году ставил пьесу Душана Ковачевича «Радован III» в Киевском театре драмы и комедии на левом берегу Днепра.
В 2018 году поставил спектакль «Народный посланец» по пьесе Бранислава Нушича «Народный посланец» в Одесском академическом русском драматическом театре.

## Награды и номинации
- В 2010 году Двенадцатилучевая звезда «Кредо» — «за вклад в развитие общества» (общественная организация «Грандов рейтингов и номинаций» (ГРИН), 2010)[8].
- В 2012 году фильм «Сто восемь минут» участвовал в программе кинофестиваля Золотой Витязь в номинации «Телевизионные игровые фильмы»[9].
- В 2014 году сериал «Пока станица спит» получил премию ТЭФИ в номинации «Теленовелла»[10].
- В 2018 году сериал «Век Якова[укр.]» получил премию «Телетриумф» в номинации «Телевизионный фильм/мини-сериал (до 4 серий)»[11].

## Критика
- Анатолий Хостикоев о совместной работе с Недичем:

Бата способен создать атмосферу на площадке. Он с большим уважением относится ко всем участникам проекта, а к актёрам — особо.

- Экранизация Недичем романа Владимира Лиса[укр.] «Век Якова» подверглась критике за пренебрежение бытовыми и языковыми деталями. Например, писатель Юрий Винничук назвал главной проблемой картины «Век Якова[укр.]» то, что «режиссёр Недич, штампующий многосерийные мелодрамы (в некоторых из них более 200 серий), решил справиться с картиной самостоятельно, без привлечения консультантов»[13]. В то же время экранизация получила и положительные отзывы. Например, глава госкино Украины Филипп Ильенко отметил, что «увиденное на экране такого же высокого уровня, как и литературная первооснова», и охарактеризовал картину как «кино на украинском языке, которое содержит культурные и исторические традиции»[14].

### Страницы на киносайтах
- Бата Недич: фильмы и сериалы с участием, все актёрские работы, фильмография — Кино Mail.Ru
- Бата Недич — биография, дата рождения, место рождения, фильмография, клипы — MEGOGO
- Бата Недич — фильмография, все фильмы, фото, публикации — Фильм. Ру
- Бата Недич (Bata Nedić) — Фотографии, биография, фильмография — Афиша
- Бата Недич — все фильмы смотреть онлайн бесплатно в HD качестве — 1KinoBig.ru
- Бата Недич — Персоны — eTVnet
- Бата Недич — Best-Serials.TV
- http://facecollection.ru/people/bata-nedich